# Waldsterben (1984)
Waldsterben ist ein deutscher Dokumentarfilm aus dem Jahr 1984.
Inhalt des Films ist eine Bestandsaufnahme der in 1984 bekannten Informationen zum Thema Waldsterben als Information für die Öffentlichkeit.
Diesem ersten Film zum Thema Waldsterben folgten weitere Dokumentarfilme, die sich mit gleichen Thematik beschäftigen. Nennenswert dazu sind:
- Waldsterben – Wankende Riesen: ein Dokumentarfilm der 2011 veröffentlicht wurde.
- Generation Waldsterben: ein Dokumentarfilm der 2014 veröffentlicht wurde.

Der Film Waldsterben (2018) ist ein Kriminalfilm, der inhaltlich von den vorgenannten Titeln abzugrenzen ist.

## Auszeichnungen
Der Film wurde von der Deutschen Film- und Medienbewertung (FBW) ausgezeichnet und erhielt das „Prädikat Wertvoll“.